# Ford Crestline

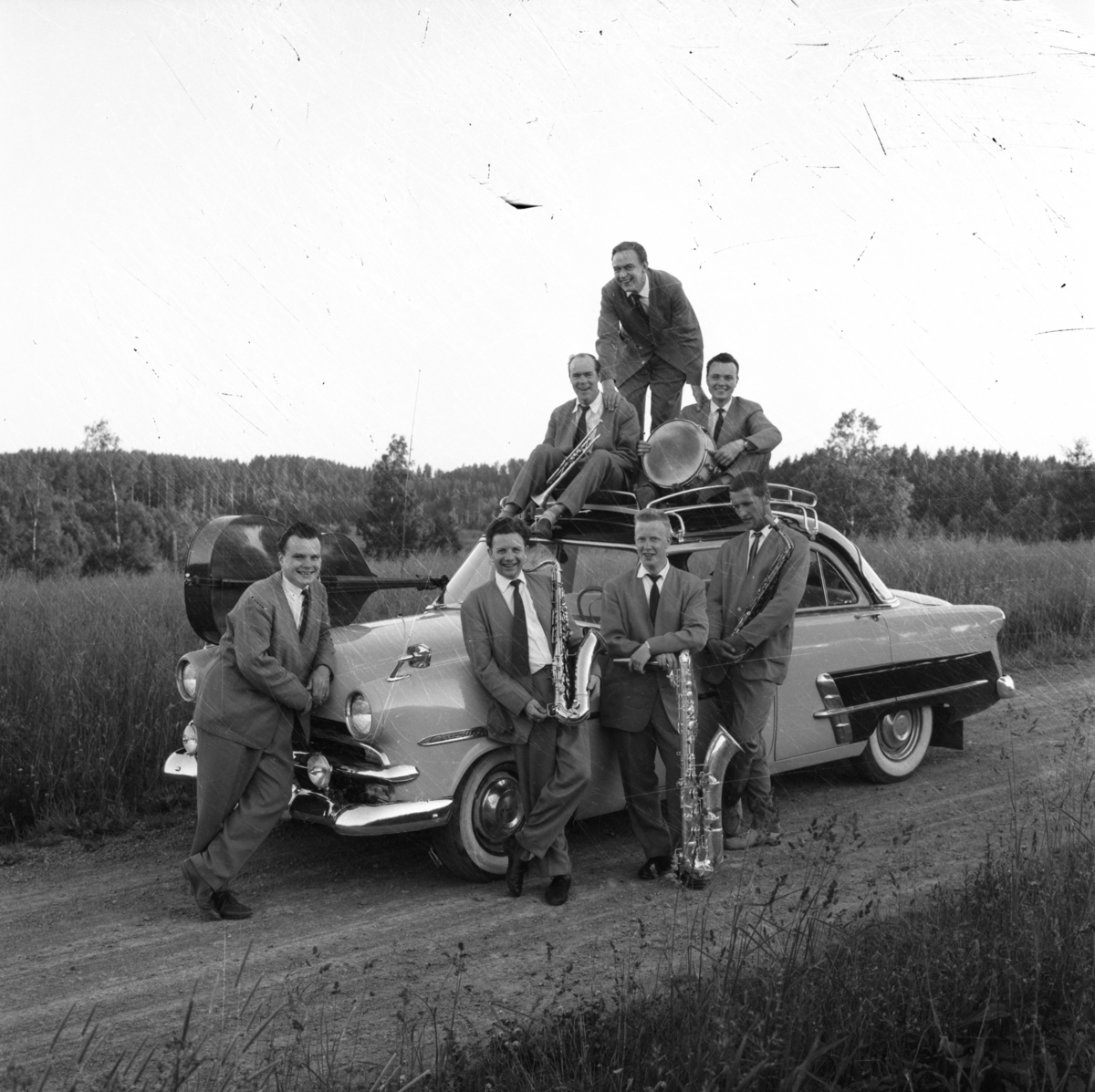
Conny Richs orkester på turné på 1950-talet med en 1953 års Ford Crestline

Ford Crestline var en amerikansk bilmodell tillverkad modellåren 1952-1954 av Ford Motor Company. Crestline var lyxmodellen över Ford Mainline och Ford Customline och ersattes från 1955 av Ford Fairlane.
Modellen ska inte förväxlas med Ford Crestliner som var en lyxig specialmodell i Fords äldre Custom-serie (tillverkad 1950-1951 i en förhållandevis blygsam upplaga).
För att uppmärksamma bilmärkets 50-årsjubileum 1953 fick en fabriksny Crestline Sunliner extrautrustad bland annat med ett så kallat ”continental kit” äran att agera Indy Pace Car vid biltävlingen Indianapolis 500 framförd av William Clay Ford, Sr., ett barnbarn till märkets grundare Henry Ford.

## Produktion
Crestlineserien erbjöds från början i tre karossvarianter: en två-dörrars hardtop kallad Victoria Coupe, en cabriolet kallad Sunliner Convertible och en åttasitsig fyra-dörrars stationsvagn kallad Ford Crestline Country Squire Wagon. Inför modellåret 1954 tillkom ytterligare två alternativ: en två-dörrars hardtop med tak delvis tillverkat av genomskinligt plexiglas kallad Victoria Skyliner Coupe och en fyra-dörrars sedan kallad Fordor Sedan.
| Kod    | Modellnamn               | Antal   |
| 60 B   | Victoria Coupe           | 301 086 |
| 60 F   | Victoria Skyliner Coupe  | 13 344  |
| 73 C   | Fordor Sedan             | 99 677  |
| 76 B   | Sunliner Convertible     | 100 080 |
| 79 C   | Country Squire 8-p Wagon | 29 224  |
| Totalt | Crestline                | 543 411 |
| ------ | ------------------------ | ------- |

### 1952
Karossen på Ford var helt ny inför 1952. Utformningen av detaljer som instrumentbräda, grill, körriktningsvisare och inte minst de kromade ”luftinsläppen” på bakskärmarna var tydligt inspirerade av den moderna jetmotortekniken.

### 1953
Den stora nyheten inför 1953 var att Fordarna nu gick att köpa med servostyrning och bromsservo som extratillbehör. Alla bilar hade dessutom en minnesplakett i rattcentrum för att uppmärksamma märkets 50-årsjubileum. Detta var också det sista året då man använde äkta trä som utsmyckning på stationsvagnen Country Squire.

### 1954
År 1954 markerade slutet på en över trettio år lång period av sidventilsmotorer, då man introducerade märkets första moderna toppventils V8, den så kallade ”Ford Y-block” på 130 hk. Som extrautrustning fanns nu även elmanövrerade säten att beställa och hastighetsmätaren flyttade upp ovanpå instrumentbrädan och försågs med ett genomskinligt lock som släppte in solljus. Den lyxigaste stationsvagnen fick detta år dessutom träimitationer tillverkade av glasfiber som utsmyckning istället för äkta trä.

## Bildgalleri

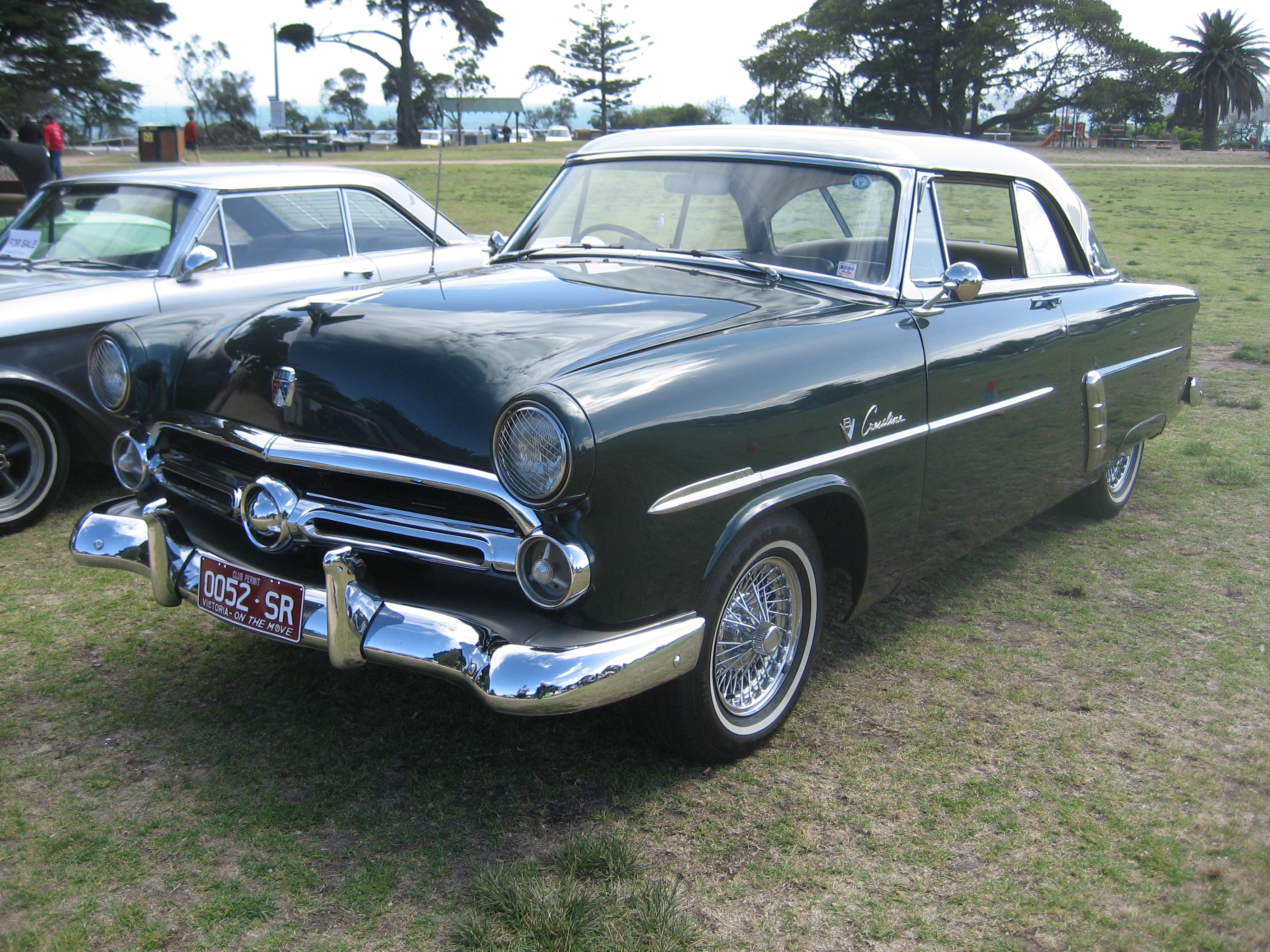
1952 Ford Crestline Victoria Coupe
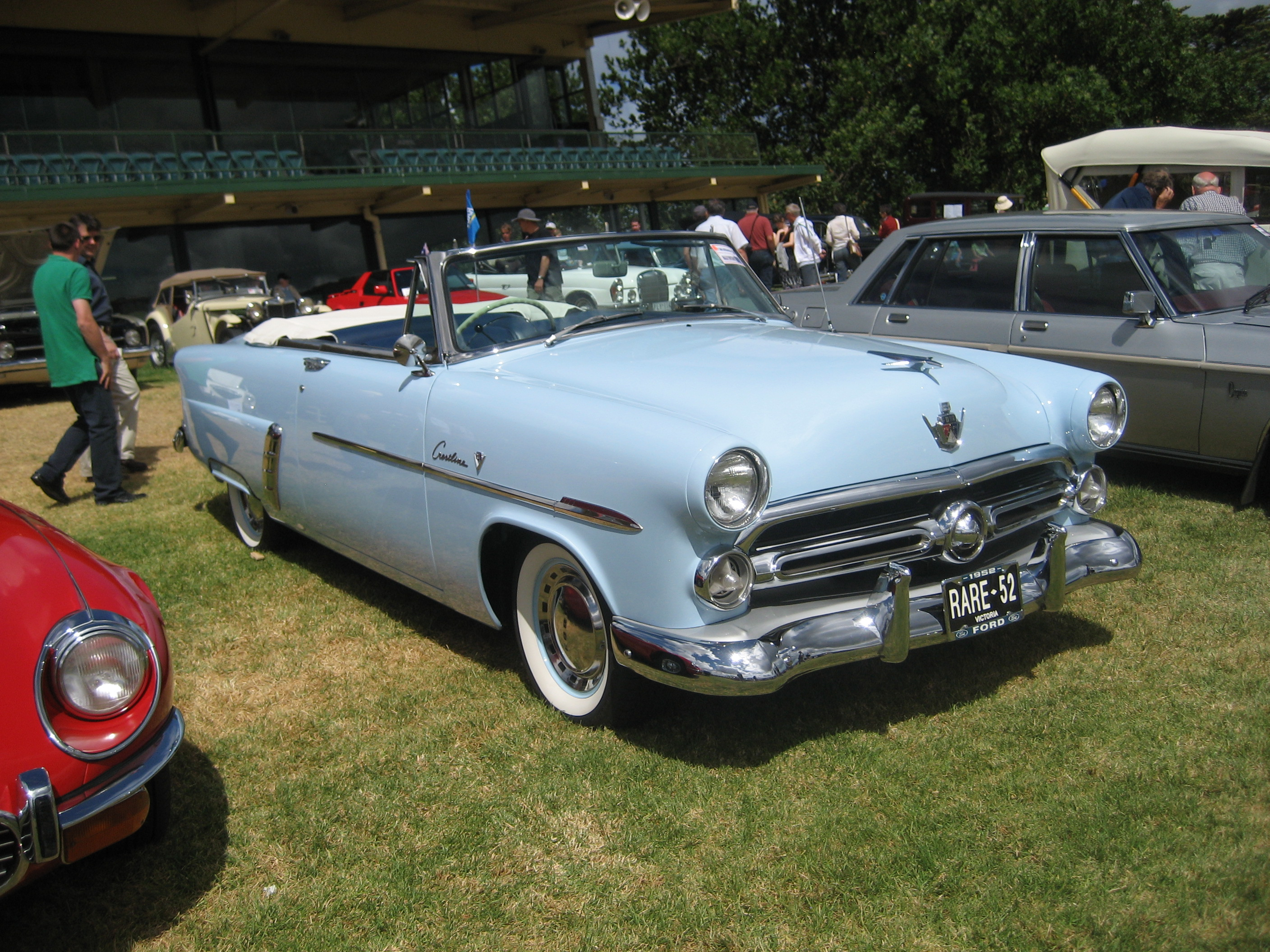
1952 Ford Crestline Sunliner Convertible
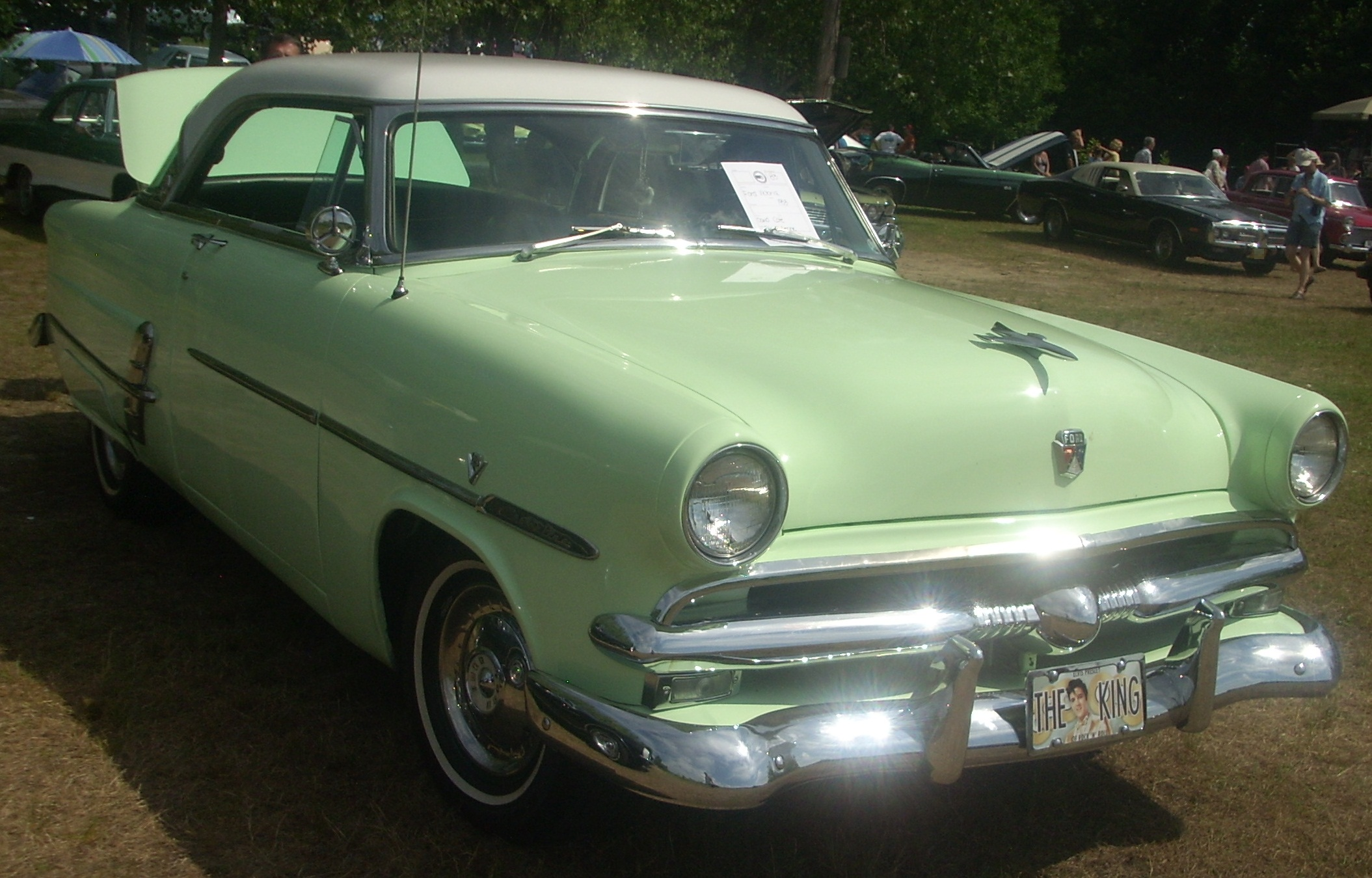
1953 Ford Crestline Victoria Coupe
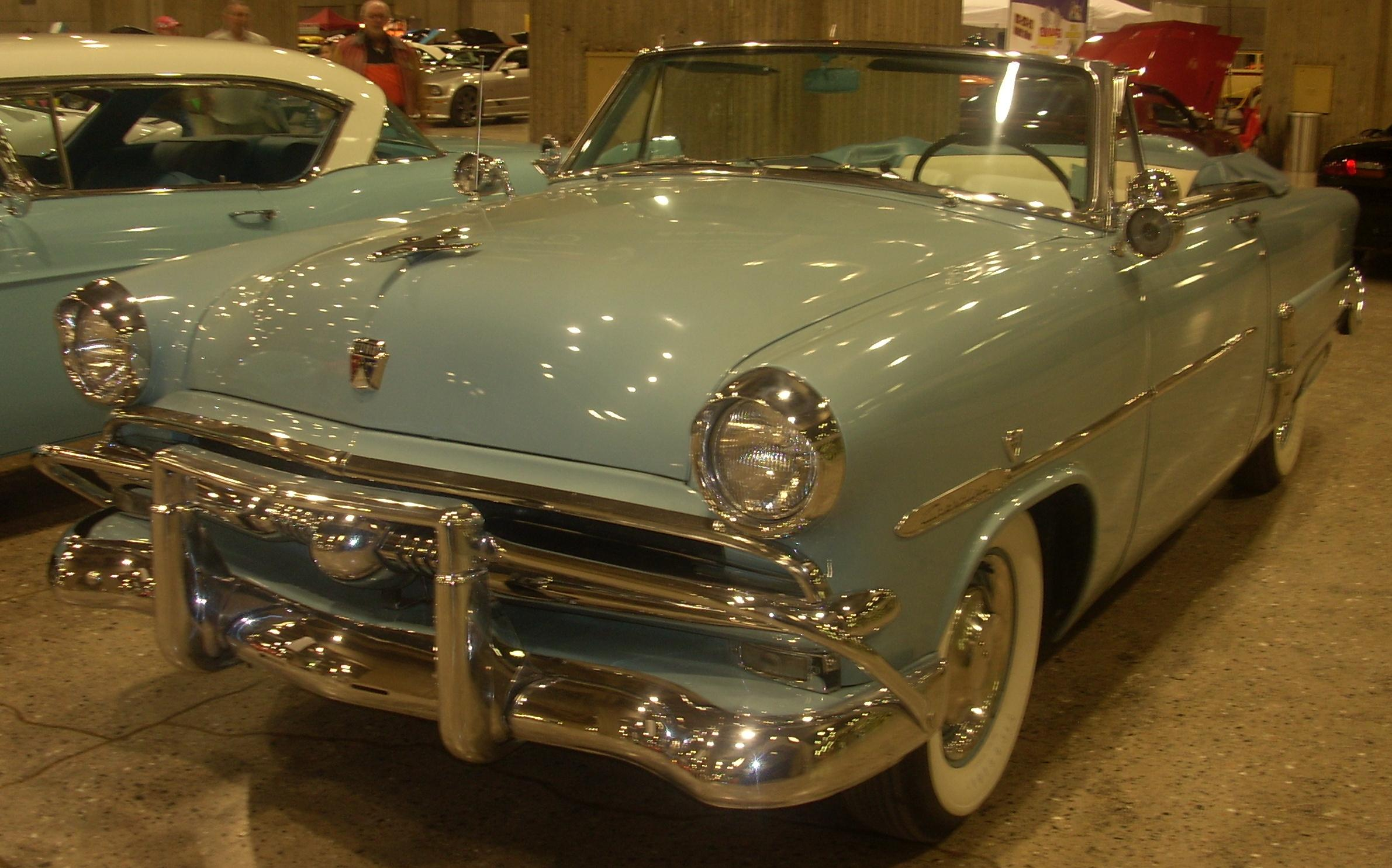
1953 Ford Crestline Convertible
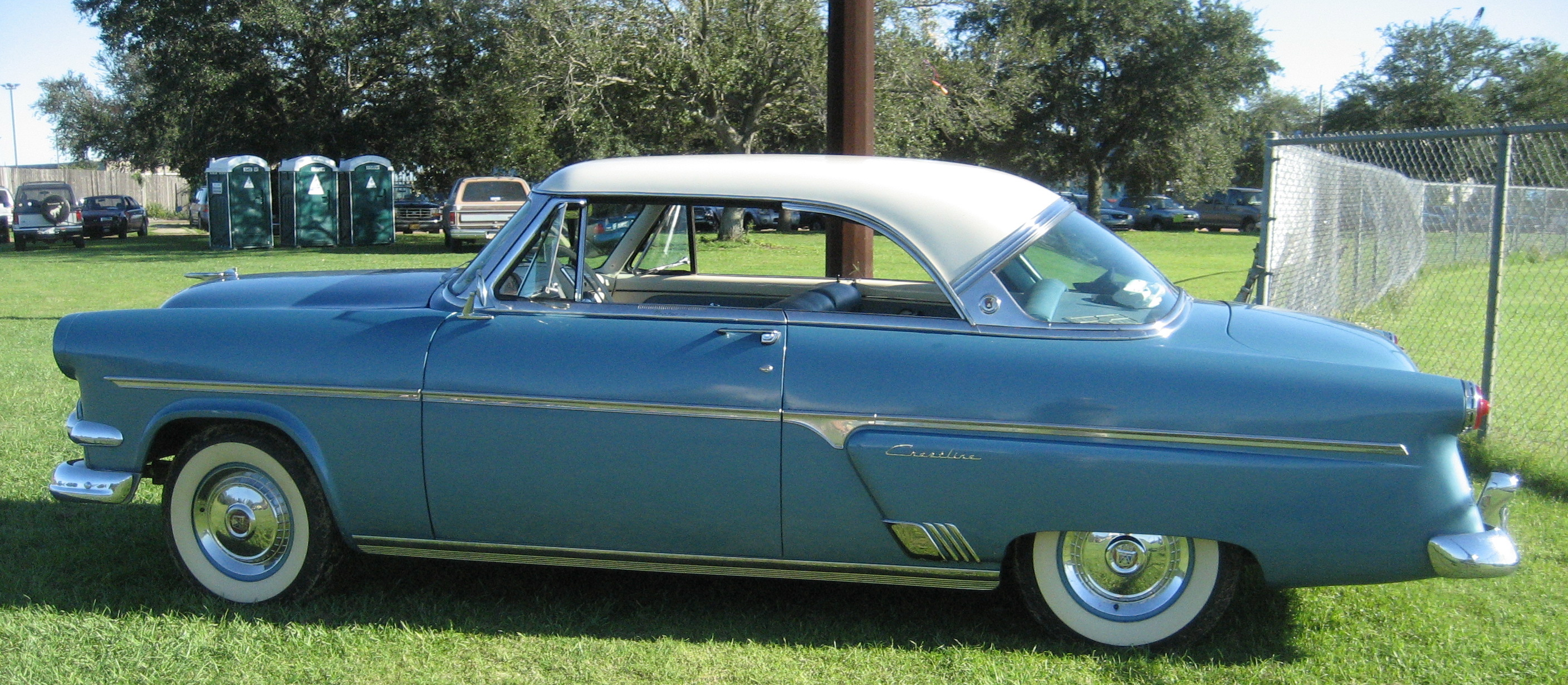
1954 Ford Crestline Victoria Coupe
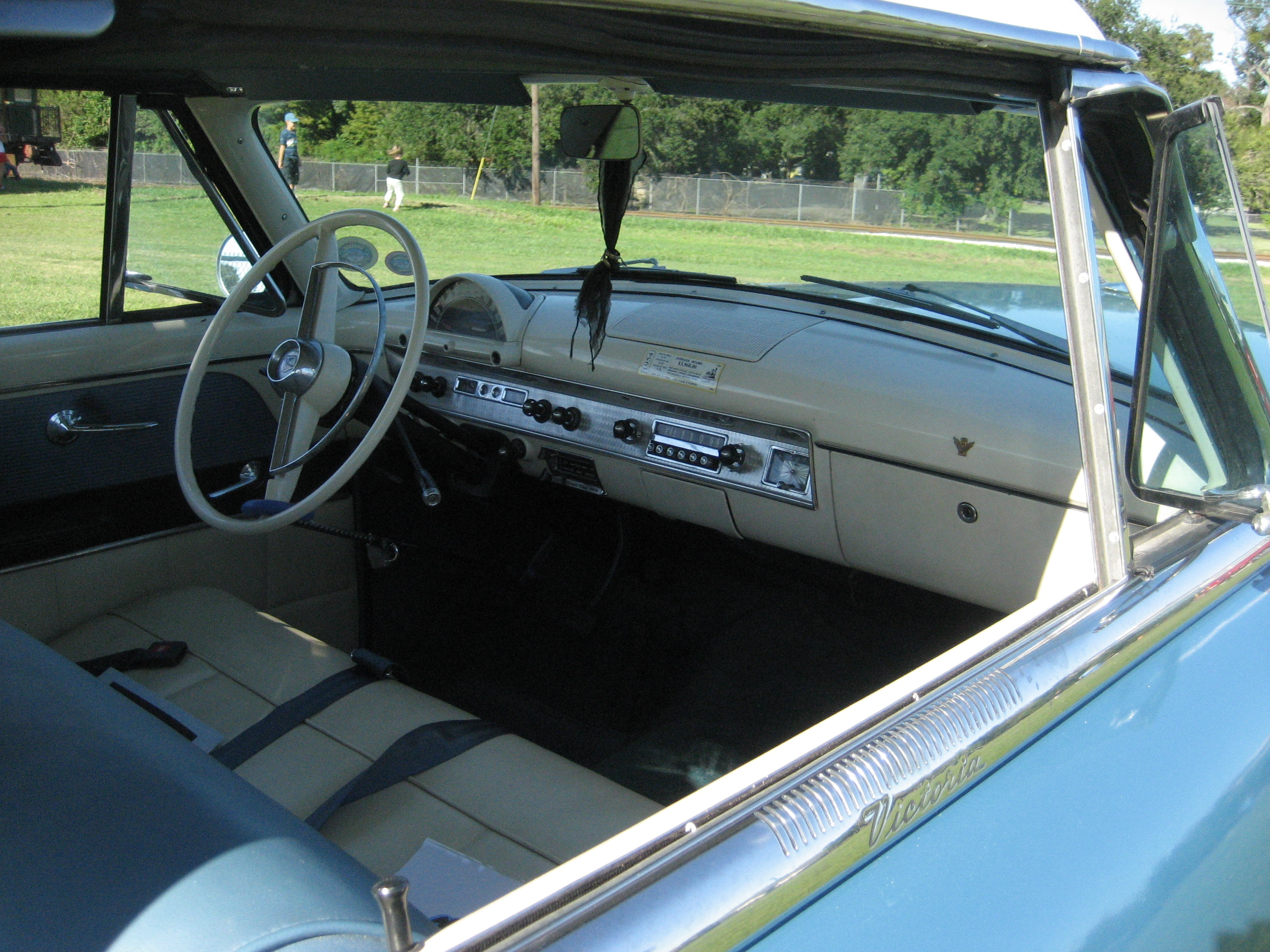
Instrumentbrädan på 1954 Ford Crestline Victoria Coupe
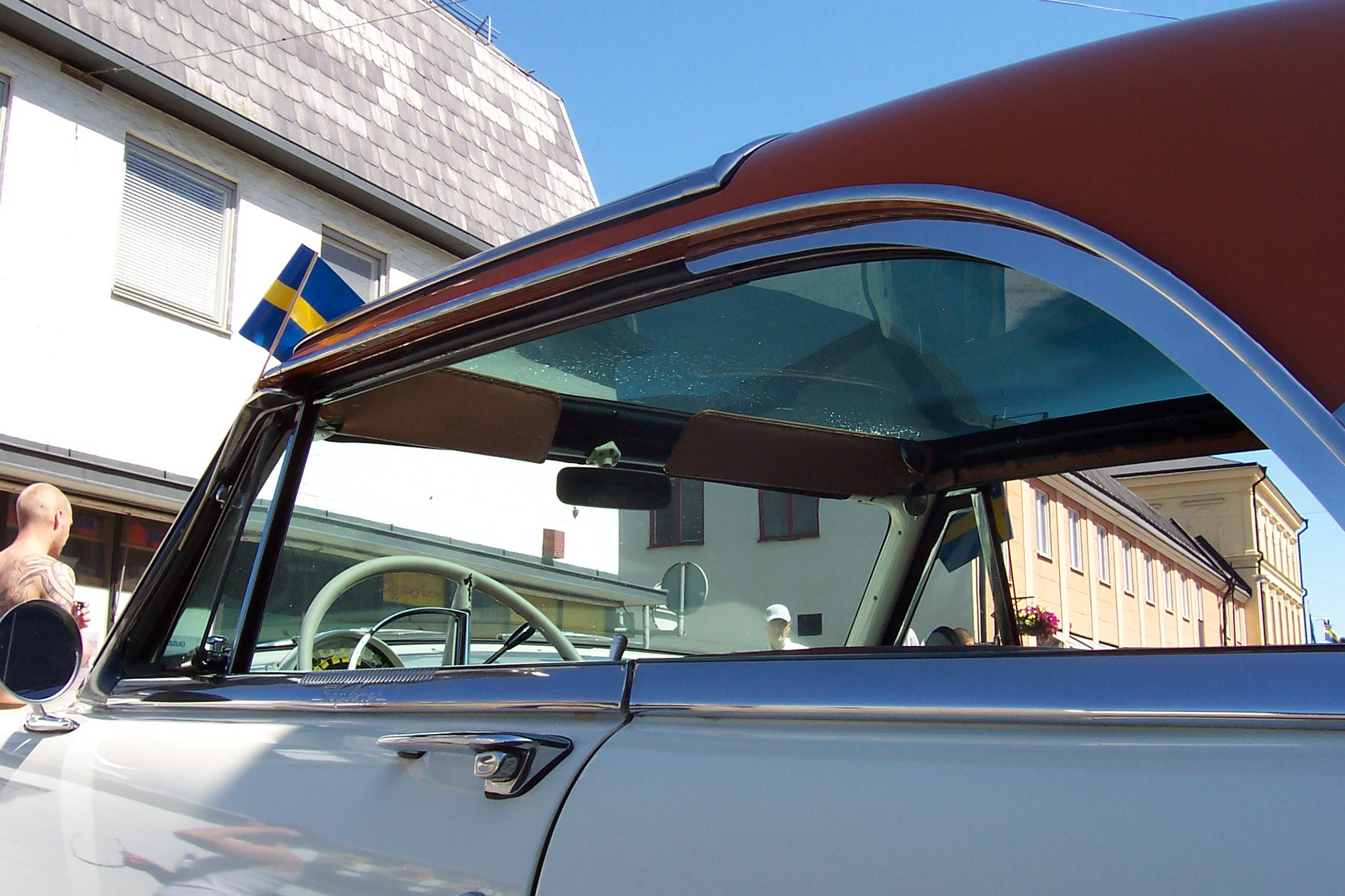
Det genomskinliga taket på 1954 Ford Crestline Victoria Skyliner Coupe
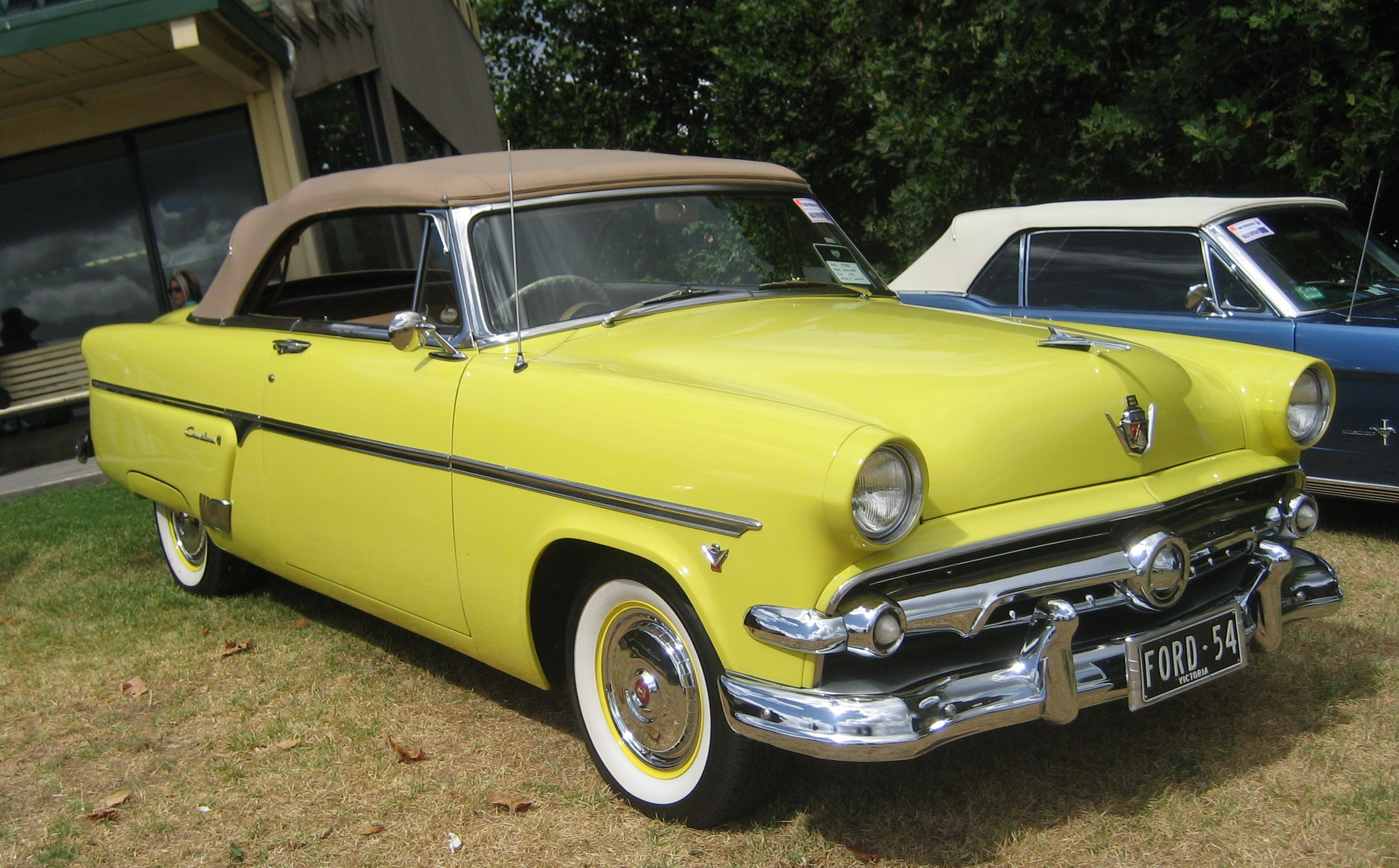
1954 Ford Crestline Sunliner Convertible

### Fotnoter
1. ↑  Tillverkningssiffor för föregångaren "Crestliner": 1950 (17 601) och 1951 (8 703)
2. ↑  Produktion av Victoria uppdelad på modellår: 1952 (77 320), 1953 (128 302), 1954 (95 464)
3. ↑  Produktion av Sunliner uppdelad på modellår: 1952 (22 534), 1953 (40 861), 1954 (36 685)
4. ↑  Produktion av Country Squire uppdelad på modellår: 1952 (5 426), 1953 (11 001), 1954 (12 797)
5. ↑  Total produktion av Crestline uppdelad på modellår: 1952 (105 280), 1953 (180 164), 1954 (257 967)